# La Ferrière-Airoux
La Ferrière-Airoux é uma comuna francesa na região administrativa da Nova Aquitânia, no departamento de Vienne. Estende-se por uma área de 27,22 km². Em 2010 a comuna tinha 329 habitantes (densidade: 12,1 hab./km²).